# Бікен (Айова)
Бікен (англ. Beacon) — місто (англ. city) в США, в окрузі Махаска штату Айова. Населення — 445 осіб (2020).

## Географія
Бікен розташований за координатами 41°16′29″ пн. ш. 92°40′53″ зх. д. / 41.27472° пн. ш. 92.68139° зх. д. (41.274623, -92.681397).  За даними Бюро перепису населення США в 2010 році місто мало площу 2,59 км², уся площа — суходіл.

## Демографія
Згідно з переписом 2010 року, у місті мешкали 494 особи в 213 домогосподарствах у складі 144 родин. Густота населення становила 191 особа/км².  Було 237 помешкань (92/км²).
Расовий склад населення:
| - 98,0 % — білих - 1,2 % — корінних американців - 0,6 % — чорних або афроамериканців |

До двох чи більше рас належало 0,2 %. Частка іспаномовних становила 2,0 % від усіх жителів.
За віковим діапазоном населення розподілялося таким чином: 23,5 % — особи молодші 18 років, 60,1 % — особи у віці 18—64 років, 16,4 % — особи у віці 65 років та старші. Медіана віку мешканця становила 41,0 року. На 100 осіб жіночої статі у місті припадало 103,3 чоловіків;  на 100 жінок у віці від 18 років та старших — 102,1 чоловіків також старших 18 років.
Середній дохід на одне домашнє господарство  становив 40 888 доларів США (медіана — 32 917), а середній дохід на одну сім'ю — 45 634 долари (медіана — 37 500). За межею бідності перебувало 27,2 % осіб, у тому числі 25,5 % дітей у віці до 18 років та 11,6 % осіб у віці 65 років та старших.
Цивільне працевлаштоване населення становило 213 особи. Основні галузі зайнятості: виробництво — 33,8 %, роздрібна торгівля — 15,5 %, освіта, охорона здоров'я та соціальна допомога — 11,3 %, будівництво — 9,4 %.